# Jiří Brady
Jiří Brady nebo také George Brady (9. února 1928 Nové Město na Moravě – 11. ledna 2019 Toronto) byl kanadský podnikatel českého původu. Prošel dvěma koncentračními tábory, Terezínem a Osvětimí. Od roku 1951 až do své smrti žil v Kanadě.

## Život
Jiří Brady se narodil do židovské rodiny Markéty a Karla Bradyových. Měl o tři roky mladší sestru Hanu Bradyovou (1931–1944). V roce 1941 byla jejich matka zatčena gestapem a deportována do Ravensbrücku. V září téhož roku byl zatčen i jejich otec, který byl poslán do Osvětimi, kde v červenci 1942 zahynul. Sourozenci zůstali nakrátko u své tety a strýce (který byl katolík), deportováni byli v květnu 1942 do Terezína. Brady byl v Terezíně na pokoji číslo 1 v objektu L 417, kde byl vydáván časopis Vedem, do kterého občas psal články, a pracoval zde jako instalatér. Sourozenci žili v Terezíně až do podzimu 1944, kdy byli rozděleni a deportováni do koncentračního tábora Auschwitz. Brady byl odvezen 27. září společně s Petrem Ginzem. Hana byla deportována 23. října 1944 a brzy poté byla zavražděna v plynové komoře. Brady byl převezen do pobočného tábora Gliwice, kde pracoval na opravách železničních vozů, odtud dále do Blechhammeru. V lednu 1945 se mu podařilo během pochodu smrti uprchnout. Zůstal na cestě až do května toho roku, kdy se dostal k příbuzným v Novém Městě na Moravě, od kterých se dozvěděl, že jeho rodiče zahynuli.
V roce 1949, po nástupu komunistů k moci, z Československa emigroval. Využil oficiální možnosti vycestovat do Izraele. Tam však neměl v plánu dojet, chtěl cestovat a poznávat svět, proto vystoupil z vlaku ve Vídni. Později, v roce 1951, zakotvil v Kanadě. Pomáhal zde dalším emigrantům, s jedním z nich založil úspěšnou instalatérskou firmu. Obhajoval také lidská práva a vydával svědectví o hrůzách holokaustu. V roce 1990 zorganizoval sbírku pro Lidové noviny na koupi nových tiskařských strojů (vybralo se zhruba 100 000 dolarů). V roce 1995 pomohl, aby v USA vyšla kniha Marie Rút Křížkové, Kurta Jiřího Kotouče a Zdeňka Ornesta Je mojí vlastí hradba ghett? (v anglickém překladu We Are Children. Just the Same: Vedem, the Secret Magazine by the Boys of Terezín).
Jiří Brady vystoupil v dokumentárním filmu Hanin kufřík z roku 2009, který pojednává o jeho sestře Haně. V roce 2012 vystoupil v dokumentárním filmu o Petru Ginzovi Poslední let Petra Ginze.

### Rodina
V Kanadě se Brady dvakrát oženil a stal se otcem tří synů a dcery.
Bradyho otec, Karel, měl bratra Viktora. Viktorova dcera je matkou bývalého ministra kultury Daniela Hermana. Jiří Brady byl tedy Hermanovým strýcem z druhého kolene.

## Ocenění
- Order of Ontario (2008)[8][9]
- Queen Elizabeth II Diamond Jubilee Medal (2012)[10] – medaile vydaná u příležitosti 60. výročí vlády královny Alžběty II. pro 510 013 obyvatel z Commonwealthu, Brady byl jedním z 60 000 dekorovaných občanů Kanady
- Záslužný řád Spolkové republiky Německo (Verdienstorden der Bundesrepublik Deutschland, 2013)[11][12]
- Medaile Karla Kramáře (2016)[13][14]
- Čestná medaile Tomáše Garrigue Masaryka (medaili udělilo Masarykovo demokratické hnutí v říjnu 2016, kterou převzal v Praze 31. 10. 2016 osobně)[15]

### Kontroverze kolem státního vyznamenání
V říjnu 2016 prohlásil tehdejší ministr kultury ČR Daniel Herman, že prezident ČR Miloš Zeman hodlal při udílení státních vyznamenání 28. října udělit Jiřímu Bradymu Řád Tomáše Garrigua Masaryka, ale že poté, co se Herman (Bradyho příbuzný) setkal s dalajlámou, se rozhodl toto ocenění neudělit. Toto ministrovo prohlášení vyvolalo vlnu kulturně-politických akcí, vesměs odsuzujících prezidentovo chování. Podle vyjádření prezidentské kanceláře však vyznamenání pro Bradyho nikdy nebylo schváleno a nemohlo tedy být ani zrušeno.